# Блекфолдс (Алберта)
Блекфолдс (енгл. Blackfalds) је малена варошица у централном делу канадске провинције Алберта, у оквиру статистичке регије Централна Алберта. Кроз насеље пролази деоница регионалног ауто-пута 2А. Варошица се налази нешто северније од града Ред Дир и лежи на обалама реке Ред Дир. 
Према подацима пописа становништва из 2011. у варошици је живело 6.300 становника што је за 36,4% више у односу на стање из 2006. када је регистровано 4.618 житеља тог места. Према попису из 2011. Блекфолдс је рангиран на 14. место у Канади међу градовима са највишим растом популације између два пописа.

## Становништво
| 2006. | 2011. |
| ----- | ----- |
| 4.571 | 6.300 |